# Берёзовая Роща (Гомельская область)
Берёзовая Роща (бел. Бярозавая Рошча) — посёлок в Широковском сельсовете Буда-Кошелёвского района Гомельской области Белоруссии.

## География

### Расположение
В 22 км на восток от районного центра и железнодорожной станции Буда-Кошелёвская (на линии Жлобин — Гомель), 30 км от Гомеля.

### Гидрография
На востоке мелиоративные каналы, соединенные с рекой Липа (приток реки Сож).

## Транспортная сеть
Транспортные связи по просёлочной дороге, затем по шоссе Довск — Гомель. Деревянный дом около просёлочной дороги.

## История
Основан в 1920-х годах переселенцами с соседних деревень на бывших помещичьих землях. В 1930 году жители посёлка вступили в колхоз. В 1959 году в составе совхоза «Коминтерн» (центр — деревня Широкое).

## Население

### Численность
- 2004 год — 1 хозяйство, 2 жителя.

### Динамика
- 1959 год — 31 житель (согласно переписи).
- 2004 год — 1 хозяйство, 2 жителя.